# National Semiconductor
National Semiconductor (NYSE NSM) és un fabricant estatunidenc de semiconductors, especialitzat en dispositius analògics i subsistemes, amb seu a Santa Clara, Califòrnia, EUA. Els productes de «National Semiconductor» inclouen circuits de gestió d'energia, controladors de vídeo, amplificadors operacionals i d'àudio, productes d'interfície de comunicació i solucions de conversió de dades. Els principals mercats de «National» inclouen telèfons mòbils, pantalles i una varietat de mercats amples de productes electrònics, incloent-hi aplicacions mèdiques, d'automoció, industrial i de prova i mesura.